# 渡部武 (中国文化史学者)
渡部 武（わたべ たけし、1943年 - ）は、中国文化史学者、東海大学名誉教授。
東京都生まれ。早稲田大学大学院文学研究科博士課程修了。安田学園高等学校教諭を経て、東海大学文学部教授、2012年定年退任、名誉教授。中国農業博物館客員教授。

## 著書
- 『千社札』淡交社 1975
- 『画像が語る中国の古代』平凡社 イメージ・リーディング叢書　1991
- 『雲南少数民族伝統生産工具図録』慶友社 アジア文化叢書 東京外国語大学アジア・アフリカ言語文化研究所歴史・民俗叢書 1996
- 『アジアの自然と文化 1 米からみる東アジア 豊かな水が支えた暮らし〈日本・中国南部・朝鮮半島など〉』クリスチャン・ダニエルス監修 小峰書店 2012
- 『アジアの自然と文化 2 小麦からみる東アジア 畑作地帯に生きる知恵〈中国北部・朝鮮半島〉』クリスチャン・ダニエルス監修 小峰書店 2012

### 共編著
- 『日本に生きる 1 沖縄・奄美編』編、宮本常一監修 国土社 1974
- 『日本に生きる 19 北海道編』編、宮本常一監修 国土社 1975
- 『日本に生きる 12 東海編 愛知・岐阜・静岡』編 宮本常一監修 国土社 1975
- 『日本に生きる 5 四国編』編、宮本常一監修 国土社 1975
- 『中国の稲作起源』陳文華共編 六興出版 人類史叢書 1989
- 『雲南の生活と技術』クリスチャン・ダニエルス共編 慶友社 アジア文化叢書 1994
- 『四川の考古と民俗』C.ダニエルス共編 慶友社 アジア文化叢書 東京外国語大学アジア・アフリカ言語文化研究所歴史・民俗叢書 1999
- 『西南中国伝統生産工具図録』渡部順子共著 慶友社 アジア文化叢書 東京外国語大学アジア・アフリカ言語文化研究所歴史・民俗叢書 2000
- 『四川の伝統文化と生活技術』霍巍, C.ダニエルス共編 慶友社 アジア文化叢書 2003

### 翻訳
- 『史記』国土社版 世界の名作 1978
- 『四時纂要』訳注稿 中国古歳時記の研究その2』安田学園 1982
- 石声漢『中国農書が語る2100年 中国古代農書評介』思索社 1984
- 崔寔『四民月令 漢代の歳時と農事』訳注 平凡社 東洋文庫 1987
- 郭文韜、宋湛慶、曹隆恭『中国農業の伝統と現代』農山漁村文化協会 1989
- 胡道静『中国古代農業博物誌考』農山漁村文化協会 1990
- 郭文韜『中国大豆栽培史』農山漁村文化協会 1998
- 羅二虎『中国漢代の画像と画像墓』慶友社 2002
- 北京鋼鉄学院《中国古代冶金》編集部『中国の青銅と鉄の歴史』館充訳 神崎勝共監訳　慶友社 2011

## 所属学会
- 東方学会
- 日本道教学会
- 東洋史研究会
- 早稲田大学史学会
- 東海大学史学会
- 中国出土資料学会